# Clarence Seedorf
Clarence Seedorf (Paramaribo, Surinam, 1 d'abril del 1976) és un exfutbolista i entrenador neerlandès que jugava com a migcampista ofensiu i és l'actual entrenador de la Selecció de futbol del Camerun. És l'únic jugador que ha guanyat la Lliga de Campions amb tres equips diferents.

## Biografia
Amb setze anys, Seedorf va debutar amb l'Ajax Amsterdam, on va guanyar dos campionats de lliga i una copa. Amb el títol de la Lliga de Campions de la UEFA el 1995, amb un equip de futbolistes joves va aconseguir prestigi internacional, fitxant pel UC Sampdoria italià, on només va jugar una campanya.
El 1996 va signar pel Reial Madrid, el qual va pagar 8.600.000 euros. El primer any al conjunt blanc va guanyar la lliga i l'any següent, durant la temporada 1997/98, va tornar a guanyar la Lliga de Campions. El 1999, va ser cedit a l'Inter de Milà, que posteriorment el va comprar per 25 milions d'euros. Clarence Seedorf va fitxar per l'AC Milan el 2002. Amb l'equip rossoneri va guanyar la Serie A i la Lliga de Campions de la UEFA el 2003, esdevenint l'únic jugador a la història en guanyar aquest títol amb tres equips diferents. Acabaria la seva carrera professional al Botafogo brasiler.
Seedorf va ser triat el 2004 a la llista FIFA 100, on hi surten els millors futbolistes de la història per l'exjugador Pelé.

## Palmarès
| Títol                        | Equip          | País          | Any  |
| ---------------------------- | -------------- | ------------- | ---- |
| Copa dels Països Baixos      | Ajax Amsterdam | Països Baixos | 1993 |
| Eredivisie                   | Ajax Amsterdam | Països Baixos | 1994 |
| Eredivisie                   | Ajax Amsterdam | Països Baixos | 1995 |
| Supercopa dels Països Baixos | Ajax Amsterdam | Països Baixos | 1995 |
| Lliga de Campions            | Ajax Amsterdam | Països Baixos | 1995 |
| Primera Divisió              | Reial Madrid   | Espanya       | 1997 |
| Lliga de Campions            | Reial Madrid   | Espanya       | 1998 |
| Copa Intercontinental        | Reial Madrid   | Espanya       | 1998 |
| Copa d'Itàlia                | AC Milan       | Itàlia        | 2003 |
| Lliga de Campions            | AC Milan       | Itàlia        | 2003 |
| Supercopa d'Europa           | AC Milan       | Itàlia        | 2003 |
| Serie A                      | AC Milan       | Itàlia        | 2004 |
| Supercopa d'Itàlia           | AC Milan       | Itàlia        | 2004 |
| Serie A                      | AC Milan       | Itàlia        | 2011 |
| Supercopa d'Itàlia           | AC Milan       | Itàlia        | 2011 |